# Wash Day in Camp (film 1898)
Wash Day in Camp è un cortometraggio muto del 1898. Il nome del regista non viene riportato nei credit. Il documentario fu uno dei primi film prodotti dalla Selig, una casa di produzione di Chicago fondata nel 1896.

## Produzione
Il film fu prodotto dalla Selig Polyscope Company. Venne girato a Camp Tanner, a Springfield, nell'Illinois

## Distribuzione
Distribuito dalla General Film Company, il film - un cortometraggio di 15 metri e 24 - uscì nelle sale cinematografiche statunitensi nel 1898.